# العليسة (المكلا)

تعديل مصدري - تعديل

العليسة هي إحدى قرى عزلة المكلا بمديرية المكلا التابعة لمحافظة حضرموت، بلغ تعداد سكانها 86 نسمة حسب تعداد اليمن لعام 2004.